# Habib Bamogo
Habib Bamogo (París, Francia, 8 de mayo de 1982), futbolista burkinés de origen francés. Jugaba de delantero.

## Selección nacional
Ha sido internacional con la Selección de fútbol de Burkina Faso, ha jugado 28 partidos internacionales y ha anotado 8 goles.

### Participaciones Internacionales
| Torneo                         | Sede   | Resultado    |
| ------------------------------ | ------ | ------------ |
| Copa Africana de Naciones 2010 | Angola | Primera fase |

## Clubes
| Club                  | País       | Año       |
| --------------------- | ---------- | --------- |
| Montpellier HSC       | Francia    | 2001-2004 |
| Olympique de Marsella | Francia    | 2004-2005 |
| FC Nantes             | Francia    | 2005-2006 |
| Olympique de Marsella | Francia    | 2006-2007 |
| Celta de Vigo         | España     | 2007      |
| Olympique Niza        | Francia    | 2007-2011 |
| Panetolikos FC        | Grecia     | 2011-2012 |
| Doncaster Rovers      | Inglaterra | 2012-2013 |
| PFC Botev Plovdiv     | Bulgaria   | 2013-2014 |
| Persiram Raja Ampat   | Indonesia  | 2014-2015 |